# Reggiane Re.2001
Реджиане Re.2001 Ариете I (Фалько II) (итал. Reggiane Re.2001 Ariete I (Falco II), «Сокол») — одноместный итальянский истребитель Второй мировой войны. Самолёт разработан в конструкторском бюро компании «Реджанэ оффичинэ мэкканике итальянэ» под руководством Роберто Лонги. Серийное производство самолёта продолжалось с сентября 1941 по сентябрь 1943 года. Всего выпущено 237 самолётов.
На вооружение ВВС Италии самолёт поступил в октябре 1941 года. Итальянские истребители начали участвовать в боевых действиях с мая 1942 года во время налётов на Мальту. С начала 1943 года самолёты переводятся в ПВО северной части страны. После капитуляции использовались пронемецкой республикой Сало.

## Тактико-технические характеристики

Приведённые ниже характеристики соответствуют модификации Re.2001 Ia ser.:
Источник данных: S. Govi. «Il Caccia Re 2001», 1985; «Уголок неба»

Технические характеристики
- Экипаж: 1 пилот
- Длина: 8,36 м
- Размах крыла: 11,0 м
- Высота: 3,15 м
- Площадь крыла: 20,4 м²
- Коэффициент удлинения крыла: 6,0
- Масса пустого: 2 460 кг
- Масса снаряжённого: 2 840 кг
- Нормальная взлётная масса: 3 240 кг
- Масса топлива во внутренних баках: 400 кг
- Объём топливных баков: 540 л
- Силовая установка: 1 × жидкостного охлаждения Alfa Romeo R.A. 1000 R.C. 41 I «Monsone» (лицензионный DB-601)
- Мощность двигателей: 1 × 1 175 л.с. (1 × 871 кВт (у земли))
- Воздушный винт: трехлопастной Alfa Romeo R.A. 1000
- Диаметр винта: 3,1 м

Лётные характеристики
- Максимальная скорость:  
  - на высоте 5 470 м: 545 км/ч
  - у земли: 440 км/ч
- Скорость сваливания: 120 км/ч
- Практическая дальность: 1 133 км (при 469 км/ч на 4 800 м)
- Продолжительность полёта: 2 ч. 25 мин. (при 469 км/ч на 4 800 м)
- Практический потолок: 11 000 м
- Скороподъёмность: ~16 м/с
- Время набора высоты:
  - 4 000 м за 4 мин. 10 сек.
  - 6 000 м за 6 мин. 30 сек.
- Нагрузка на крыло: 155 кг/м²
- Тяговооружённость: 255 Вт/кг
- Длина разбега: 168 м
- Длина пробега: 255 м

Вооружение
- Стрелково-пушечное:  
  - 2 × 12,7 мм пулемёта Breda-SAFAT по 350 п. на ствол
  - 2 × 7,7 мм пулемёта Breda-SAFAT по 600 п. на ствол или 2 × 20 мм пушки MG-151/20 по 60 п. на ствол
- Боевая нагрузка: до 640 кг бомб